# Hexatoma (Eriocera) humberti
Hexatoma (Eriocera) humberti is een tweevleugelige uit de familie steltmuggen (Limoniidae). De soort komt voor in het Oriëntaals gebied.